# Волден (Колорадо)
Волден (енгл. Walden) град је у америчкој савезној држави Колорадо.

## Демографија
По попису из 2010. године број становника је 608, што је 126 (-17,2%) становника мање него 2000. године.
| Група             | 2000.       | 2010.       |
| Белци             | 667 (90,9%) | 513 (84,4%) |
| Афроамериканци    | 1 (0,1%)    | 0 (0,0%)    |
| Азијати           | 1 (0,1%)    | 0 (0,0%)    |
| Хиспаноамериканци | 51 (6,9%)   | 82 (13,5%)  |
| Укупно            | 734         | 608         |